# Monsters Inside Me
Monsters Inside Me (conocida como Parásitos asesinos en Latinoamérica) es una serie documental estadounidense sobre enfermedades infecciosas. Incluye entrevistas en primera persona con personas y profesionales médicos que cuentan sus historias personales sobre su infección por enfermedades raras, la mayoría de las cuales son parásitos. Las entrevistas con los colaboradores se filman en distintos lugares de América del Norte. Las recreaciones se filman principalmente cerca de hospitales y hogares en la ciudad de Nueva York.

## Resumen
Cada episodio consiste en casos de enfermedades causadas por una enfermedad infecciosa. Una vez identificado el agente, se ilustran sus ciclos de vida y comportamientos generales. Justin Peed es el narrador, y el biólogo Dan Riskin explica cómo y por qué actúa cada agente infeccioso dentro de su anfitrión. La mayoría de los programas comienzan como una enfermedad comúnmente diagnosticada, pero luego se transforman en una enfermedad grave o potencialmente mortal diferente, que se curará la mayor parte del tiempo al final; de los 216 casos documentados en el programa, solo 12 de ellos terminaron con la muerte de la víctima, los cuales generalmente consistían en una enfermedad con una tasa de supervivencia extremadamente baja.
La inmensa mayoría de los casos y sus víctimas ocurren en todo Estados Unidos, pero algunos casos y sus víctimas provienen de Canadá .
Las dos primeras temporadas del programa se centraron únicamente en parásitos e infecciones parasitarias, pero desde la tercera temporada, el programa ha incluido escenarios y casos médicos sobre enfermedades infecciosas generales y aflicciones médicas, incluidas las causadas por virus, bacterias, hongos, e incluso cuerpos extraños .
La segunda temporada se estrenó el miércoles 9 de junio de 2010 y luego regresó para una tercera temporada el 5 de octubre de 2012. A partir del 7 de enero de 2011, Discovery Science transmitió Parásitos Asesinos en Canadá. También se transmite por Discovery en el Reino Unido y en diferentes idiomas en varias redes Discovery por todo el mundo.
El episodio final del espectáculo se estrenó el 17 de diciembre de 2017.

## Monsters Inside Me: Extra Deadly
Monsters Inside Me: Extra Deadly es un spin-off de Monsters Inside Me que se transmite junto con el programa original. Cuenta con repeticiones de episodios desde la temporada 6 en adelante, pero agrega trivia extra en pantalla que aparece cuando se habla de una afección, infección o síntoma. Aparte de eso, también presenta trivia en pantalla de varios objetos casuales que se encuentran en el episodio, como cuando se inventó por primera vez. La escisión comenzó en 2016; la primera temporada se compone de versiones alteradas de todos los episodios de la sexta temporada con trivia añadida, y normalmente saldría al aire antes de que se estrenara un nuevo episodio de la séptima temporada del programa original. La segunda temporada, que comenzó en 2017, está programada para emitir versiones alteradas de todos los episodios de la temporada 7 y episodios de la temporada 8 previamente emitidos con trivia adicional, y se estrenará antes de los nuevos episodios de la temporada 8 del estreno del programa original.

## Recepción
Mike Hale de The New York Times dijo que "hay ciencia en medio de las historias aterradoras" y dijo que la serie "realmente le dio asco".
Anne Louise Bannon de Common Sense Media dijo que "los padres deben saber que hay muchas cosas asquerosas en la serie,  aunque el programa tiene un buen contenido educativo.
Neil Genzlinger de The New York Times escribió "Olvídate de 'American Horror Story'. Desde hace varios años, el programa más aterrador de la televisión ha sido 'Parásitos Asesinos', que recrea casos reales de infecciones extrañas y potencialmente mortales " 

## Spin-off
En 2013, se estrenó un spin-off en Reino Unido llamado Bugs, Bites & Parasites se estrenó en Discovery Channel UK .[cita requerida]